# 1. Sinfonie (Schmidt)
Die Sinfonie in E-Dur für großes Orchester ist die erste Sinfonie des Komponisten Franz Schmidt. Sie entstand in den Jahren 1896 bis 1899 und wurde 1902 in Wien uraufgeführt. 1899 wurde sie mit dem 1. Preis des Kompositionswettbewerb der Gesellschaft der Musikfreunde in Wien ausgezeichnet.

## Satzbezeichnungen
1. Sehr langsam. Sehr lebhaft
2. Langsam
3. Schnell und leicht. Langsam, aber nicht schleppend
4. Lebhaft, doch nicht zu schnell

Die Spieldauer beträgt ca. 45 Minuten.

## Entstehungsgeschichte
Erste Skizzen zu Franz Schmidts sinfonischem Erstling entstanden 1896, parallel zum Eintritt des Komponisten als Cellist ins Orchester der Wiener Staatsoper (Wiener Philharmoniker). Die Hauptarbeit fiel ins Jahr 1899, die Komposition wurde rechtzeitig fertig, um anonym für den Preis der Gesellschaft der Musikfreunde eingereicht zu werden. Der Partitur gab Schmidt das poetische Kennwort „Ich singe wie der Vogel singt, der in den Zweigen wohnet“. Die Jury sprach ihm einstimmig den ersten Preis zu – nach der Uraufführung durch den Wiener Concertverein unter des Komponisten eigener Leitung (16. Dezember 1900) übernahmen auch die Philharmoniker das Werk in ihre Abonnementkonzerte.
Somit darf man von Franz Schmidt erstem großen kompositorischen Erfolg sprechen. Die E-Dur-Sinfonie vereint, wie alle späteren Sinfonien, klassische viersätzige Formgebung mit romantischer Klangsprache. (Die Viersätzigkeit ist in allen Schmidt-Sinfonien, wenn auch zum Teil verschleiert, gegeben.)

## Analyse
Der erste Satz beginnt mit einer langsamen Einleitung, akkordisch gesetzt in punktierten Rhythmen deutlich dem Vorbild der barocken „französischen Ouvertüre“ angenähert, gekrönt von einer Kantilene der Solo-Trompete. Der Hauptsatz, „sehr lebhaft“, ist in durchaus regelgemäßer Sonatenform komponiert.
Der zweite Satz („langsam“) hebt mit einer aparten Modulations-Partie an, die sanft zum Grundton As führt. Die Klarinetten-Melodie beginnt in as-Moll, erst allmählich lichtet sich das Geschehen in Dur-Regionen. Der „magyarische Charakter“ des Themas ist typisch für Schmidt und lässt sich in vielen späteren, vor allem langsamen Melodien nachweisen, das betont bereits Biograph Norbert Tschulik. Der mittlere Abschnitt des dreiteiligen Satzes (in der Grundtonart der Sinfonie, E-Dur) klingt wie das pastorale Intermezzo eines melancholischen „Liedes“, dessen Thema zunächst in e-Moll (beginnend im Englischhorn) zurückkehrt, dann einer großen emotionalen Steigerung zugeführt wird, ehe es versöhnlich in As-Dur schließt.
Es folgt ein Scherzo („schnell und leicht“) mit Trio, das klingt wie das „Echo eines österreichischen Ländlers“.
Das Finale („lebhaft, doch nicht zu schnell“) zeigt die handwerkliche Meisterschaft des Komponisten. Barocke kontrapunktische Techniken erscheinen souverän mit raffinierter Variationstechnik gemischt. Eine choralartige Episode wird sofort einer Charaktervariation unterworfen: Die Bläser, die zunächst das Choralthema exponiert hatten, umspielen es nun in fließender Achtelbewegung, während es in den Streichern, pizzicato, erklingt. Eine weitere Episode verwandelt das Hauptthema des Satzes, das zunächst (im 3/2-Takt imitatorisch eingeführt wird) in einen kecken Gigue-Rhythmus. Damit spannt Schmidt sinnreich den Bogen zurück zum ebenfalls barocke Gesten anverwandelnden Sinfonie-Beginn. Der romantische Grundton des Werks wird durch all diese geistreichen historisierenden Bezüge nie irritiert. Schmidt führt ganz offenkundig die sinfonische Tradition von Johannes Brahms und dessen Antipoden Anton Bruckner auf eigenständige Weise weiter, doch hilft er auch, was bis dato kaum beachtet wird, dank eminenter Formbeherrschung dem Geist des kommenden Neoklassizismus den Boden zu bereiten.